# Ayumi Fukushima
Pour les articles homonymes, voir Fukushima.
Ayumi Fukushima (福島 あゆみ, Fukushima Ayumi, nom de scène Ayumi), née le 22 juin 1983 à Kyoto, est une pratiquante japonaise de breakdance.

## Biographie
Ayumi Fukushima débute le breaking à l'âge de 21 ans. En 2017, elle est la première femme à participer aux finales mondiales du Red Bull BC One.
En 2021, elle remporte la médaille d'or à Paris lors des Championnats du monde. En 2022, elle participe aux jeux mondiaux et reçoit la médaille de bronze. En 2023, elle remporte la médaille d’argent lors du championnat du monde qui s’est déroulé à Louvain, en Belgique. En juin 2024, elle se qualifie à Budapest, obtenant sa place pour les Jeux olympiques d'été de 2024 à l'âge de 41 ans.

## Vie privée
Elle est enseignante dans une école maternelle.